# Coëx
Coëx é uma comuna francesa na região administrativa da Pays de la Loire, no departamento de Vendéia. Estende-se por uma área de 39,56 km². Em 2010 a comuna tinha 3 267 habitantes (densidade: 82,6 hab./km²).